# Гай Антоний (проконсул)
Гай Анто́ний (лат. Gaius Antonius; около 81 — начало 42 гг. до н. э.) — римский военачальник и политический деятель, претор 44 года до н. э., младший брат Марка Антония. Во время гражданских войн 40-х годов до н. э. действовал на стороне цезарианской «партии» в Иллирике. В 43 году до н. э. был разбит и взят в плен Марком Юнием Брутом, годом позже был казнён.

## Происхождение
Гай Антоний принадлежал к старинному плебейскому роду, который возводил свою родословную к Антону, одному из сыновей Геракла. Дед Гая, Марк Антоний, был одним из лучших ораторов эпохи, консулом в 99 году до н. э. и цензором в 97 году до н. э.; дядя, Гай Антоний Гибрида, стал консулом в 63 году до н. э., а отец, Марк Антоний Критский, смог продвинуться только до претуры из-за ранней смерти. Гай был средним из трёх сыновей Критского — старше Луция, но младше Марка.
Мать Гая Антония принадлежала к патрицианскому роду Юлиев, возводившему свою родословную к царям Альба-Лонги, Энею и богине Венере. По этой линии Гай был внуком Луция Юлия Цезаря (консула 90 года до н. э.) и находился в отдалённом родстве с Гаем Юлием Цезарем.

## Биография
Учитывая дату рождения старшего из братьев-Антониев, Марка, появление Гая на свет датируют приблизительно 81 годом до н. э. Гай рано потерял отца: Марк Антоний в 71 году до н. э. умер на Крите. Юлия вышла замуж во второй раз, за патриция и консуляра Публия Корнелия Лентула Суру. Этот нобиль участвовал в заговоре Катилины и был казнён в конце 63 года до н. э.
Первое упоминание о Гае Антонии в источниках относится к 54 году до н. э. Тогда он вместе с братом Луцием претендовал на роль обвинителя в процессе Авла Габиния, обвинявшегося в вымогательстве. Но дело о дивинации выиграл Гай Меммий. В 50 году до н. э. Марк Туллий Цицерон выразил уверенность в одном из своих писем, что все братья Антонии в течение трёхлетия станут народными трибунами. Это пророчество не сбылось: Марк стал трибуном в 49 году, Луций только в 44, а о трибунате Гая источники вообще не сообщают.
В 49 году до н. э., когда началась гражданская война, Гай Антоний в качестве легата Гая Юлия Цезаря командовал армией в Иллирике; совместно с Публием Корнелием Долабеллой, под началом которого была эскадра, он пытался защитить эту провинцию от помпеянцев. Вражеские военачальники Марк Октавий и Луций Скрибоний Либон разбили Долабеллу на море и окружили Антония на острове Курикта. Цезарианцы Гай Саллюстий Крисп и Луций Минуций Базил пытались помочь Антонию. Известно, что Базил отправил на Курикту плоты с продовольствием, но они были перехвачены врагом. В конце концов Гаю пришлось сдаться с оставшимися у него пятнадцатью когортами из-за голода.
Позже Гай смог вернуться в Рим. Предположительно около 45 года до н. э. он стал понтификом, а в 44 году до н. э. занял должность претора. После отъезда из Рима Марка Юния Брута и Гая Кассия Лонгина, занимавших первые места в коллегии, Антоний получил наиболее почётный пост городского претора (praetor urbanus). Поэтому именно ему Гай Октавий (впоследствии носивший имя Август) объявил, что намерен принять имя и наследство Цезаря. И организацией Аполлоновых игр 13 июля 49 года до н. э. занимался тоже Гай Антоний.
28 ноября того же года благодаря содействию брата Марка Гай Антоний получил Македонию в качестве провинции. Уже через месяц, когда Марк Антоний уехал в Цизальпийскую Галлию, сенат аннулировал полномочия Гая, но тот отказался их складывать. Правда, и Македонию, и Иллирик в это время фактически контролировал Марк Юний Брут; Гай со своим единственным легионом даже не решился вступить в пределы провинции. В иллирийских горах развернулись боевые действия, о которых источники рассказывают только в самом общем виде. В конце февраля 43 года до н. э. Брут осадил Антония с семью когортами в Аполлонии, а в середине марта осаждённые сдались (Цицерон упоминает это событие в своей тринадцатой «филиппике», произнесённой 20 марта 43 года до н. э.).
Первое время Гай Антоний был на положении почётного пленника: он даже сохранил своих ликторов. Известно, что Цицерон просил Брута казнить Гая, но тот эти просьбы игнорировал. Попытки Антония поднять солдатский мятеж всё-таки привели к ухудшению условий его содержания. Наконец, в начале 42 года до н. э., узнав о проскрипционных убийствах в Риме (их жертвой стал, помимо многих других, Цицерон), Брут приказал наместнику Македонии Квинту Гортензию Горталу казнить Антония. Этот приказ исполнил некто Гай Клодий.
В конце того же года в битве при Филиппах Гортал, в свою очередь, попал в плен. Марк Антоний приказал убить его на могиле брата.